# Ken Ross
Pour les articles homonymes, voir Ross.
Ken Ross, né le 11 août 1900, à Paterson (en) en Australie, et mort le 11 mars 1974 à Gosford, est un coureur cycliste australien.

## Carrière cycliste
Ross commence à faire du vélo avec le club de Parramatta en 1917, remportant le championnat de Parramatta cette année-là. Son premier grand succès est de finir 2e de Goulburn-Sydney (en), en 1920, avec le meilleur temps. Il fait le meilleur temps en 1926  et 1928 , en remportant aussi l'épreuve à handicap en 1928. Il remporte cette importante course professionnelle sur route, à laquelle participe également Fatty Lamb (en) qui avait eu le meilleur temps dans les trois événements amateurs précédents. Ross a été le professionnel le plus rapide, 3e en 1930  et 4e en 1931.
Le succès de Ross dans Goulburn-Sydney abouti à sa sélection pour la classique Melbourne-Warrnambool, où le titre de Champion d'Australie sur route est décerné au meilleur temps sur la distance totale de 165 miles (266 km). Le meilleur résultat de Ross a été le 3e meilleur temps en 1930.
En 1927, Ross fait le meilleur temps dans la course Bathurst-Sydney avec un nouveau record de 7 h 02 min 05 s. Ross achète un verger en 1924 et cela restreint sa capacité à s’entraîner et à courir. Il y avait trois grandes en Australie pendant la carrière de Ross. Ross est parmi les premiers coureurs sélectionnés pour le Grand Prix Dunlop (en) en 1927 , mais n'a pas pris le départ . En 1930, Ross est signalé comme ayant pris sa retraite , cependant , il continue à courir. Il est a choisi pour Sydney-Melbourne-Sydney, en 1930, mais encore une fois ne prend pas le départ. En 1934, Ross roule de son domicile à Gosford jusque Albury comme entrainement, en vue de la course Centenary 1000 (en), quand il est frappé par un conducteur de voiture essayant de le dépasser sur l'autoroute près de Gundagai. Sa demande pour les dommages de Ross inclus 20 £ pour sa bicyclette, £ 20 pour son apparence, 6 £ pour les salaires payés pendant son absence, £ 5 pour le train retour à la maison, et 45 £ pour les frais d'entrainement, ainsi que pour la douleur et la souffrance, la perte d'argent de l’éventuel prix. Le jury lui a décerné 196 £. Ross a pris sa retraite peu de temps après la collision
Mieux connu comme coureur sur route, Ross a également des succès dans les courses de six jours. Sa première course de six jours a lieu en 1919 à Sydney où il a été non classé derrière William Spencer et Charles Osterriter. En Europe, en 1921 , Ross participe aux six jours de Bruxelles et finit 9e . En 1922 , Ross fait équipe avec Willie Spencer pour les six jours de Berlin. Spencer se retire au bout de 3 jours. Ross rejoint le coureur allemand Adolf Huschke. Ils sont pénalisés d'un tour pour le changement d'équipe, mais termine 4e . À son retour en Australie, il remporté les six jours de Sydney avec George Hammond, et remporte l'épreuve deux fois de plus, en 1925 avec George Dempsey  et 1927 avec Jack Fitzgerald

## Palmarès
- 1917
  - Championnat de Parramatta
- 1919
  - Six jours de Sydney
- 1920
  - 2e de Goulburn-Sydney (en)
- 1921
  - Tour de Paris
  - Six jours de Bruxelles
- 1922
  - Six jours de Sydney[13]
  - 4e des Six jours de Berlin
- 1925
  - Six jours de Sydney[13]
- 1927
  - Six jours de Sydney[13]
- 1928
  - Goulburn-Sydney
- 1930
  - Goulburn-Sydney